# هشام شريف الوزاني
هشام شريف الوزاني (مواليد 1 يناير 1996) هو لاعب كرة قدم جزائري محترف يلعب حاليًا كلاعب خط وسط في نادي الكرمة [الإنجليزية].

## المسيرة الكروية
خاض شريف الوزاني أول مباراة احترافية له مع مولودية الجزائر في مباراة خسرها 2–1 أمام الرجاء البيضاوي في 29 مايو 2015.
في 31 يناير 2019، حُكم على الوزاني بالإيقاف لمدة أربع سنوات وغرامة كبيرة بعد ثبوت تعاطيه مواد منشطة، بما في ذلك الكوكايين. ومع ذلك، قال إنه لم يكن يقصد أن يصبح تحت تأثير المنشطات عندما قام بتدخين النرجيلة مع أصدقائه عشية مباراة فريقه أمام شباب بلوزداد في 17 يناير. وأكد اللاعب أيضًا أنه لم يكن يعلم أن المواد المذكورة مخلوطة بالتبغ. وأظهر الاختبار نتائج إيجابية لميثيل إيرغومترين وبنزويلكجونين [الإنجليزية]، وهو المستقلب الرئيسي للكوكايين.

## المسيرة الدولية
شارك شريف الوزاني لأول مرة مع المنتخب الجزائري لكرة القدم في مباراة تصفيات بطولة الأمم الأفريقية 2018 التي انتهت بالتعادل 1–1 مع ليبيا في 18 أغسطس 2017.

## الحياة الشخصية
هشام شريف الوزاني هو نجل المدير الفني ولاعب كرة القدم الدولي السابق الطاهر شريف الوزاني.

## الجدل
في 31 يناير 2019، تم إيقاف هشام شريف الوزاني لمدة 4 سنوات من قبل لجنة الانضباط في الدوري الجزائري بسبب قضية المنشطات. لكن تم تخفيض مدة الإيقاف إلى سنتين.

## وصلات خارجية
- هشام الشريف الوزاني على موقع قاعدة بيانات كرة القدم.إي يو (الإنجليزية)
- هشام الشريف الوزاني على موقع ناشيونال فوتبول تيمز (الإنجليزية)
- هشام الشريف الوزاني على موقع Soccerway.com (الإنجليزية)
- هشام شريف الوزاني  على سكروي
- هشام شريف الوزاني على فرق كرة القدم الوطنية.كوم
- هشام شريف الوزاني profile at DZFoot.com (بالفرنسية)